# Äran-klass
Äran-klass var en fartygsklass som ingick i svenska flottan. Fartygen bestod av pansarskeppen Äran, Wasa, Tapperheten och Manligheten. Fartygen levererades mellan åren 1901 och 1903. Wasa utrangerades före andra världskriget medan de övriga tre modifierades och användes under kriget. Manligheten var det sista fartyget att utrangeras, vilket skedde år 1950.

## Bakgrund och byggnation
Anslag för byggandet av de tre första fartygen i Äran-klassen, Äran, Wasa och Tapperheten, godkändes i riksdagen år 1899. Regeringen hade i sin proposition inte formellt begärt detta, men planerna fanns med i regeringens underlag från marinförvaltningen. Orsaken till att riksdagen godkände byggandet var bland annat att den norska flottan året innan hade tillförts två nya pansarskepp och ytterligare två var under byggnad. Då den svensk-norska unionen befann sig i en allt svårare kris kunde dessa fartyg bli ett hot mot Sverige.
Efter anbud från både svenska och utländska varv beslutades att fartygen skulle byggas på tre svenska varv. Äran byggdes vid Lindholmens varv i Göteborg, Wasa vid Finnboda Varv i Stockholm, och Tapperheten vid Kockums Mekaniska Verkstad i Malmö.
Två år efter att belsutet om de första tre fartygen hade tagits beviljades Manligheten, vilken likt Tapperheten byggdes av Kockums i Malmö.

## Utformning

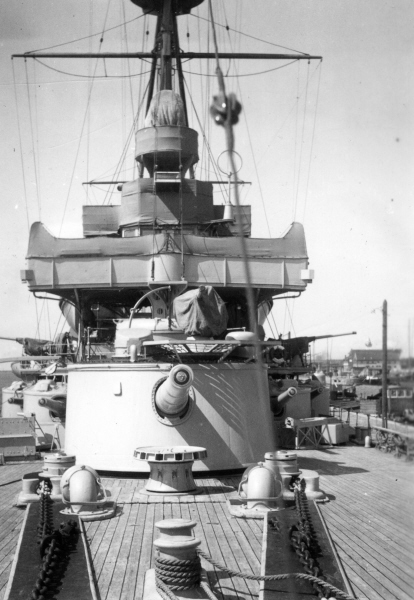
Förliga m/98B kanonen på Manligheten

Äran-klassens konstruktion var en utveckling av Dristigheten. Fartygen var byggda av nitat stål och var 89,7 meter långa och 15,02 meter breda. Maskineriet bestod av två stycken 3-cylindriga trippelexpanderande ångmaskiner som fick ånga ifrån åtta koleldade ångpannor. Detta maskineri avgav en effekt av 5 500 hästkrafter vilket fördelade på två propellrar resulterade i en maxfart på 16,5 knop.

### Bestyckning
Fartygens huvudbestyckning bestod av två stycken 21 cm kanoner m/98B i var sitt torn belägna på för- respektive akterdäck. Sekundärartilleriet bestod av sex stycken 15,2 cm kanoner m/98. En stor skillnad från tidigare pansarskeppsklasser var att dessa var uppställda i egna torn, istället för i kasematter. Vidare fanns sex stycken 57 mm kanoner m/89B samt två torpedtuber belägna under vattenlinjen för 45,7 cm torpeder. De båda ångsluparna som medfördes var bestyckade med var sin 37 mm kanon m/98B.

## Modernisering inför andra världskriget

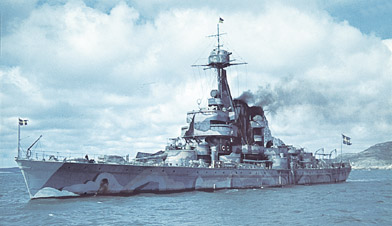
Manligheten efter ombyggnaden.

Mellan åren 1938 och 1941 genomgick fartygen omfattande modifieringar. Dessa utfördes emellertid inte på Wasa då hon ansågs alltför sliten. Fartygen saknade från början artilleriledningssystem, vilket vid denna modifiering installerades. Dessa övertogs från de tre fartygen i Sverige-klassen, som tidigare hade fått nya artillerisystem. På grund av flygets snabba utveckling installerades även luftvärnskanoner.
De tre fartygen fick något olika modifieringar, gav dem skilda utseenden. Äran fick bland annat akter om skorstenarna en ny brygga för luftvärnet. Manligheten genomgick de mest omfattande modifieringarna, och fick bland annat ett helt nytt förskepp.